# Xi'an JH-7
Xi'an JH-7 (кит. 歼 轰 七号,歼 轰-7, піньїнь: JiānHōng qī hào, акад. Цзянь хун ці хао, буквально «Винищувач-бомбардувальник-7», код НАТО: Flounder) — китайський винищувач-бомбардувальник, створений для заміни фронтового бомбардувальника Harbin H-5 (копія Іл-28) та Nanchang Q-5 (штурмовик на базі МіГ-19). Пропонується на експорт під позначенням FBC-1 Flying Leopard (кит.: 飞 豹).

## Модифікації
- JH-7 — базова модифікація.
- JH-7 Block 2 — установлена нова РЛС.
- JH-7A — модернізована версія. Встановлена нова БРЛС JL-10A, контейнер з системою навігації та ціленаведення та АКР-8, російський контейнер радіотехнічної розвідки. Кількість точок підвіски збільшено до 11. Номенклатура озброєння розширилася за рахунок установки нової авіоніки[2].
- FBC-1 Flying Leopard — експортна версія JH-7.
- FBC-1A Flying Leopard II — експортна версія JH-7A.

## Тактико-технічні характеристики
Наведені нижче характеристики відповідають модифікації JH-7А.
Джерело: 
Основні характеристики
- Екіпаж: 2 особи
- Довжина: 21,03 м (без штанги ППТ)
- Висота: 6,58 м
- Розмах крила: 12,71 м

- Площа крила: 52,3 м²
- Нормальна злітна маса: 21 500 кг
- Максимальна злітна маса: 30 000 кг

Льотні характеристики
- Максимальна швидкість: 1800 км/год
- Крейсерська швидкість: 900 км/год
- Бойовий радіус: 900—1650 км
- Практична стеля: 16 000 м

Озброєння
- Стрілецько-гарматне: 1 × Type 23-III (ГШ-23Л) з 300 патронами на гармату
- Бойове навантаження: 8000 кг
- Керовані ракети: 2 × ПКР YJ-8K і/або 2 × УРВВ PL-8 або PL-5B/C/E і 1 × УРВП Х-31П (YJ-91)
- Некеровані ракети: блоки 8 × 57-мм або 7 × 68-мм або 7 × 90-мм або 4 × 130-мм
- Бомби: 100/250/500-кг звичайні та касетні бомби та керовані бомби з лазерним наведенням

## На озброєнні
КНР:
- ВПС КНР — 70 JH-7A, станом на 2012 рік[7]
- ВМС КНР — 52 JH-7A і деяка кількість JH-7, станом на 2012 рік[7]